# Train d'or hongrois
Le Train d'or hongrois est un train conduit par les nazis pendant la Seconde Guerre mondiale, transportant les biens volés principalement aux Juifs hongrois, et se rendant en 1945 de Hongrie à Berlin. Après avoir été saisis en Autriche par les forces américaines, presque aucun des biens n'est retourné en Hongrie pour être restitué à leurs légitimes propriétaires ou à des membres survivants de leur famille,.   

## Contexte
Quand l'armée soviétique se trouva à environ 150 km de la frontière hongroise, le 7 mars 1944, Adolf Hitler lance l'opération Margarethe, qui consiste à envahir la Hongrie. Le Parti des Croix fléchées, dirigé par Ferenc Szálasi, collabore alors avec l'occupant et force les 500 000 Juifs hongrois à remettre tous leurs biens aux autorités officielles. 
Parmi les valeurs récoltées, on trouve des pierres précieuses, des bijoux en or, des bagues de mariage et tout ce qui est censé avoir de la valeur. Les biens confisqués sont placés dans des sachets ou des boites individuels, identifiés du nom de leur propriétaire, et un reçu est remis au propriétaire. 
Après la déportation de la majorité des Juifs hongrois vers des camps de concentration, principalement le camp d'Auschwitz-Birkenau, les autorités hongroises, effectuent un nouveau tri de tous les biens confisqués et les répartissent selon leur catégorie. Il n'est alors plus possible d'identifier le propriétaire des biens.

## Constitution et composition du train
Un responsable gouvernemental hongrois désigné par la SS, Árpád Toldi, élabore un plan pour évacuer vers le Reich la majorité du butin volé aux Juifs. Toldi fait charger la plus grande partie des biens dans les 42 wagons d'un train de marchandises en partance pour l'Allemagne.  

## Cargaison
Différents rapport établissent la cargaison du train : de l'or, des bijoux, des pierres précieuses, des diamants, des perles, des montres, environ 200 tableaux, des tapis persans et orientaux, de l'argenterie, de la vaisselle, de la porcelaine, des meubles, des habits de luxe, du linge, des appareils photos, des collections de timbres et des devises, en majorité des dollars américains et des francs suisses. 
Les organisations juives et le gouvernement hongrois estiment la valeur totale du contenu du train à environ 350 millions de dollars de 1945, soit presque 4 milliards de dollars de 2007, corrigés de l'inflation. D'autres estimations du contenu s'échelonnent de 50 millions de dollars à 120 millions de dollars, correspondant respectivement à 570 millions et 1,7 milliard de dollars actuels, corrigés de l'inflation. 

## Plan de voyage

### Absence de plan de voyage
Dans le chaos de la fin du conflit en Hongrie et en Autriche, le train ne fait l'objet d'aucun plan de voyage, et s'arrête occasionnellement ; de grandes quantités d'or sont alors transférées sur des camions et disparaissent.

### Saisie par les Alliés
En Autriche, le train est saisi par les troupes alliées, tout d'abord par l'armée française et finalement par l'armée américaine, près de la ville de Werfen en mai 1945.

## Destin des valeurs contenues dans le Train d'or
La politique officielle de restitution des États-Unis, conforme à l'Acte final de la Conférence de Paris sur les Réparations de 1946 et à l'Accord des cinq puissances concernant les victimes non-rapatriables de l'Allemagne, est de vendre les biens sans propriétaire au bénéfice des réfugiés non-rapatriables. Ces accords ont été à la base de la création du Comité préparatoire pour l'Organisation internationale pour les réfugiés (OIR).
Les États-Unis ont une politique différente pour les œuvres d'art. En conformité avec des accords internationaux anciens, les États-Unis décident la restitution des œuvres d'art pillées et le matériel culturel aux gouvernements des pays où ils ont été volés.    
Peu de temps après la capture du train par l'armée américaine, la majorité des biens est transférée au Military Government Warehouse (Entrepôt gouvernemental militaire) de Salzbourg. Les peintures sont stockées dans un hôtel particulier de Salzbourg. Comme les propriétaires de ces valeurs sont impossibles à identifier, la position officielle américaine, telle que stipulée par le Chief of Staff of the United States Army, le général George Marshall, est de donner ces affaires aux organisations d'aide aux réfugiés, en respectant les accords internationaux.  
Cependant, le Conseil central des Juifs en Hongrie, une organisation représentant les intérêts juifs en Hongrie, ainsi que le nouveau gouvernement hongrois sont au courant de la capture du train par les Américains et font un lobbying intense et parfois passionné pour le retour de tout le contenu du train en Hongrie où il pourrait être trié dans le but de le restituer à leur véritable propriétaire ou aux membres de leur famille. Le gouvernement américain continua à ignorer leurs supplications.
La majorité des biens est vendue, soit par l'intermédiaire de l'Army and Air Force Exchange Service (Service d'échange de l'armée de l'air et de l'armée de terre) en Europe en 1946, soit aux enchères à New York en 1948. Tous les revenus sont attribués à l'OIR. Selon The New York Times, les enchères se sont élevées à un montant total de 152 850,61 dollars ou approximativement 1,3 million de dollars de 2007 ajusté de l'inflation. Les vêtements envoyés à l'Exchange Service de l'armée, considérés comme de moindre valeur, ont été distribués par l'aumônier de la division à des personnes déplacées nécessiteuses.    
Certains objets de valeur en provenance du train finissent en possession d'officiers supérieurs de l'armée américaine, stationnés en Europe Centrale pour surveiller les efforts de reconstruction d'après-guerre et d'application du plan Marshall. Par ordre de réquisition du major général Harry J. Collins, commandant de la 42e division d'infanterie (la fameuse Rainbow Division), plusieurs de ces objets sont utilisés pour meubler sa résidence. D'autres objets servent à meubler les domiciles et bureaux d'autres officiers américains, comme le général de brigade Henning Linden et le général Edgar E. Hume. Ces objets détournés comprennent entre autres, des porcelaines, de l'argenterie, de la verrerie, des tapis et du linge de table et du linge de lit.  
Le sort final des quelque 200 peintures saisies dans le train est inconnu. Considérées comme bien culturel selon la politique de restitution américaine, elles auraient dû être retournées dans leur pays d'origine, c'est-à-dire la Hongrie. Mais les peintures pour une raison inconnue sont arrivées en possession du gouvernement autrichien. Leur sort actuel est inconnu.

## Développements depuis 1998
Le gouvernement américain garde confidentiels ses renseignements sur le train d'or hongrois, jusqu'en 1998, quand le président Bill Clinton crée la Commission consultative présidentielle sur l'argent de la Shoah aux États-Unis.  Un rapport préparé par le comité, publié en octobre 1999, détaille le traitement des biens du train d'or hongrois par les États-Unis et cite une multitude de défaillances dans les efforts américains de restitution en Autriche, qui conduisirent finalement à la dispersion des biens du train d'or hongrois par des responsables américains. Il conclut que l'application de plusieurs politiques concernant ces biens, a conduit à ce qu'ils ne soient jamais restitués à leurs véritables propriétaires. 
En 2001, des survivants hongrois de la Shoah entament une procédure auprès d'un tribunal de district en Floride, contre le gouvernement des États-Unis pour la mauvaise gestion par le gouvernement des biens du train d'or hongrois. David Mermelstein est le seul survivant présent lors de la médiation. En 2005, le gouvernement parvient à une entente en versant la somme de 25,5 millions de dollars. L'argent est réparti entre différents services sociaux juifs, pour le bénéfice des survivants de la Shoah,.

## Galerie

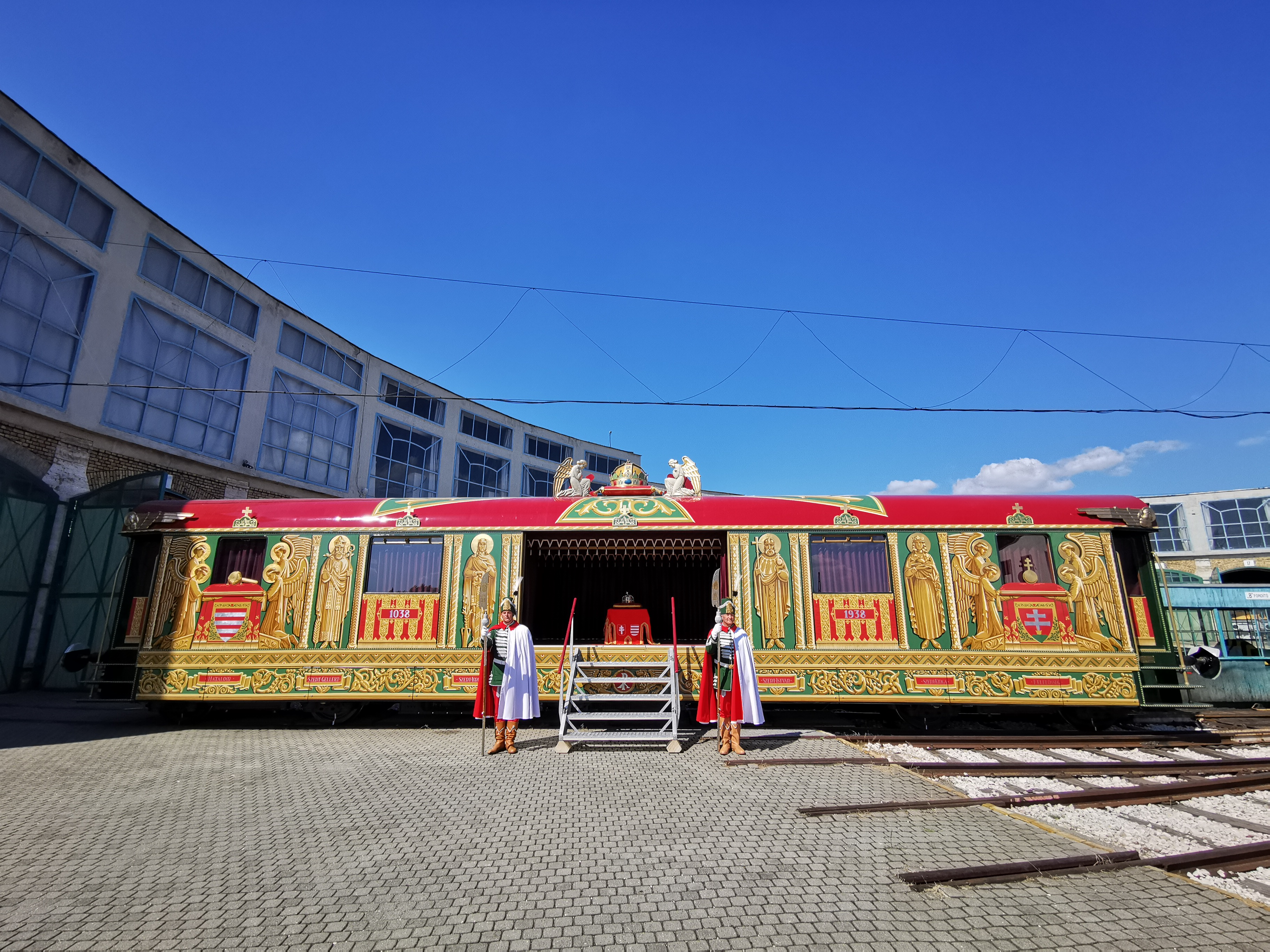
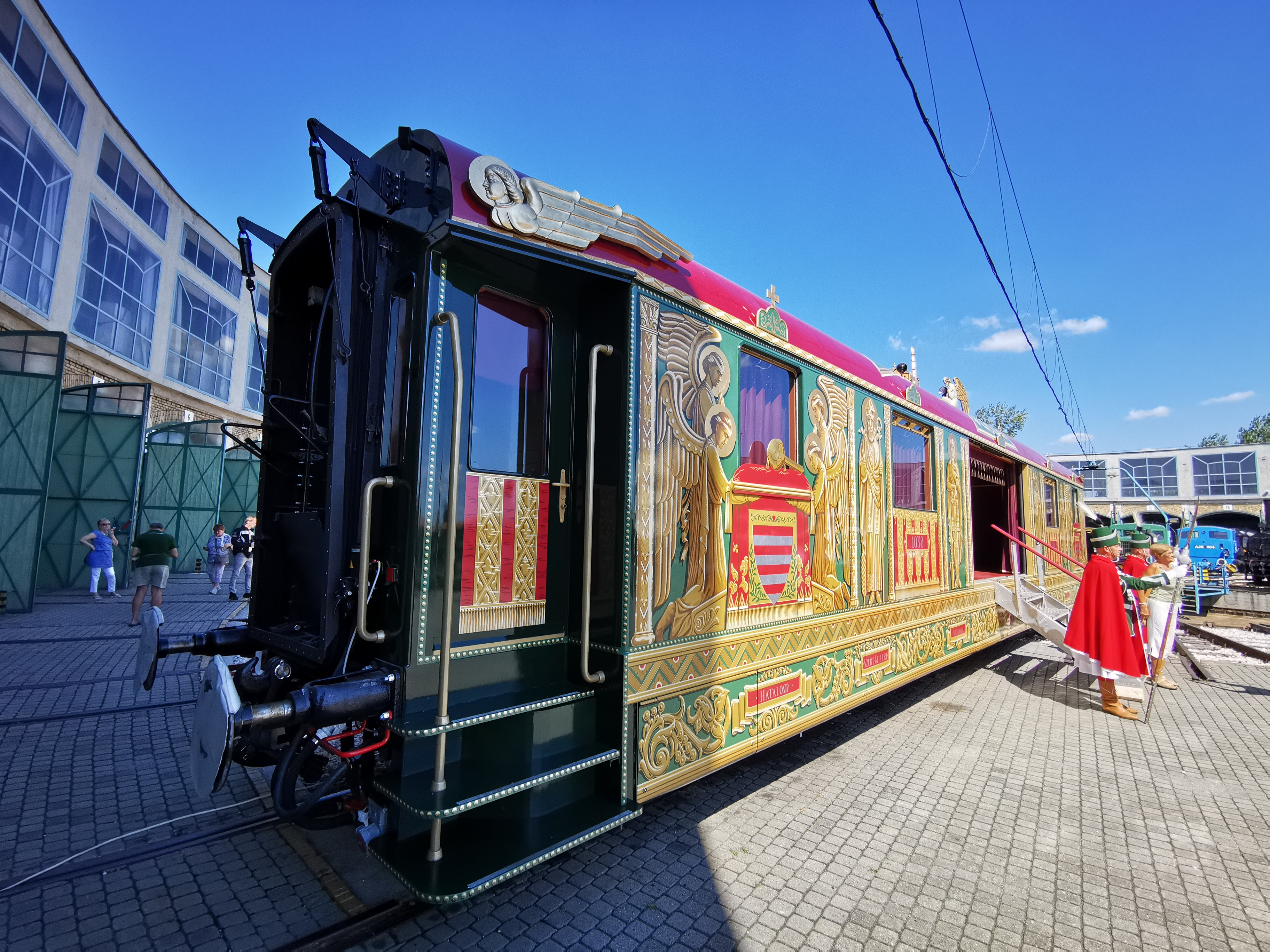
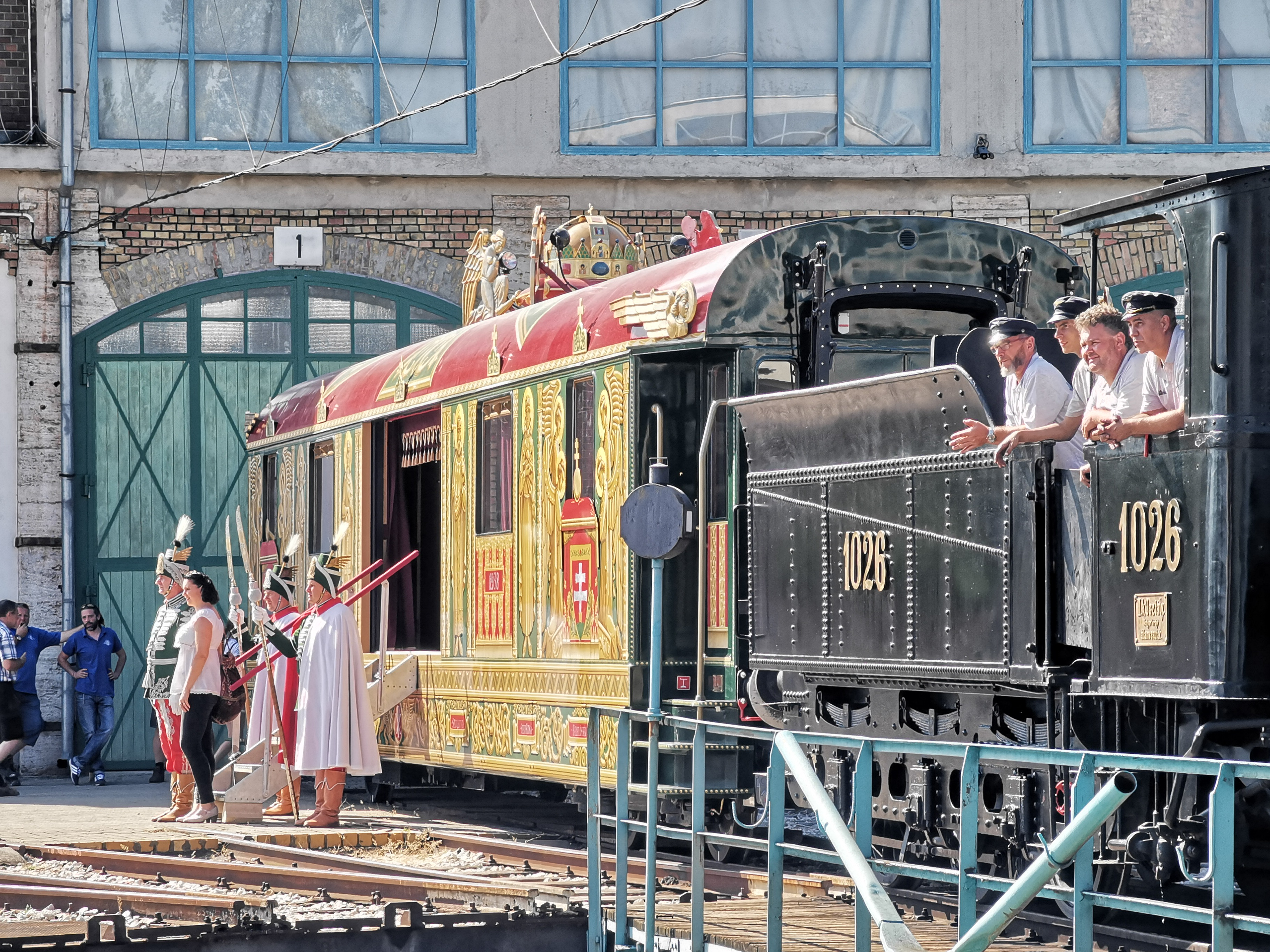
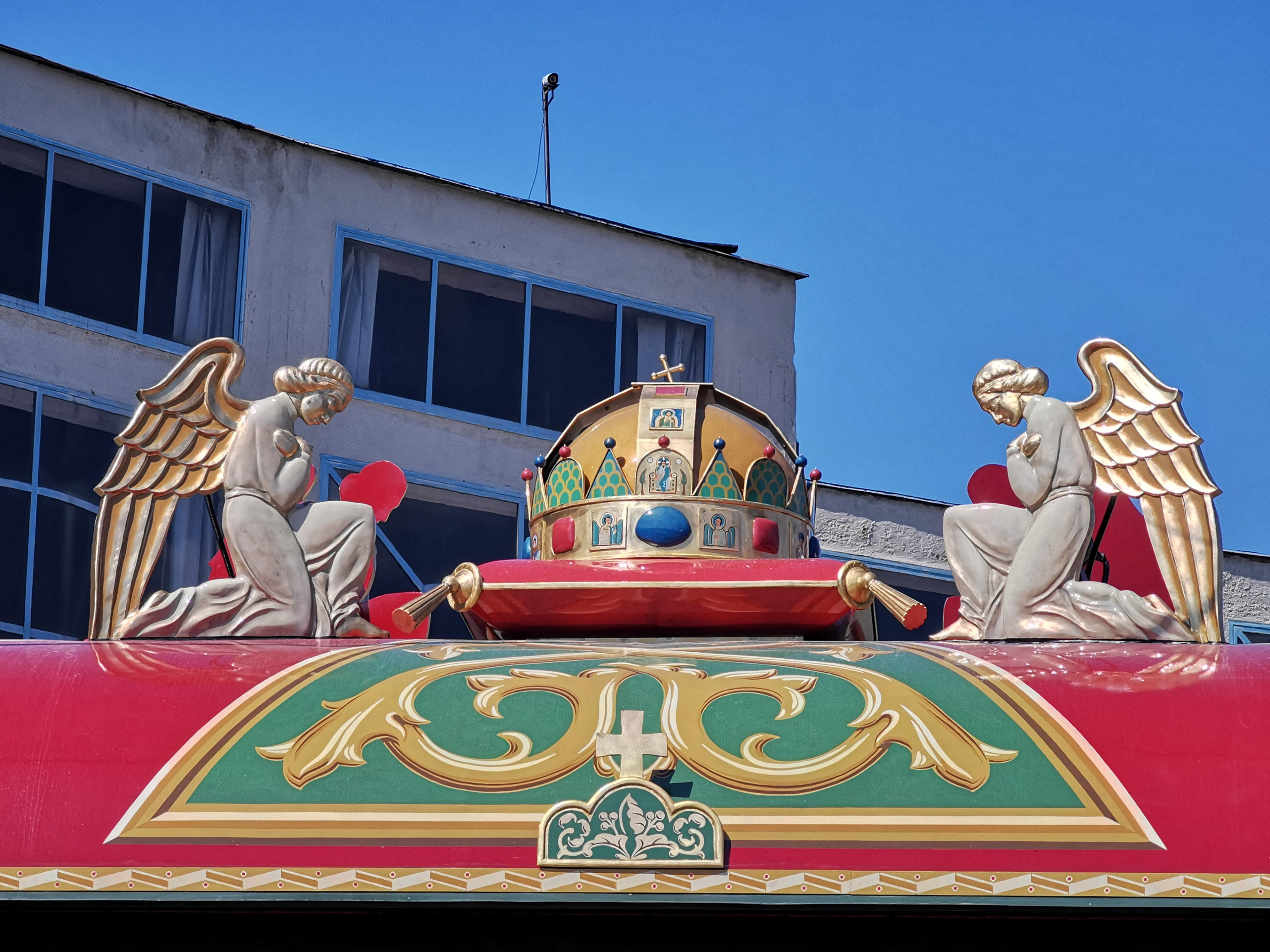

## Dans la culture populaire
Dans la saison 2 de la série Poupée russe diffusée sur Netflix, la protagoniste Lyonne cherche à éviter que ses possessions ne se retrouvent à bord du Train d'or hongrois.
De nombreux chasseurs de trésors pensent qu'il existe encore des trains chargés de richesses volés aux Juifs par les Nazis, aujourd'hui cachés dans des tunnels scellés.

## Récit similaire

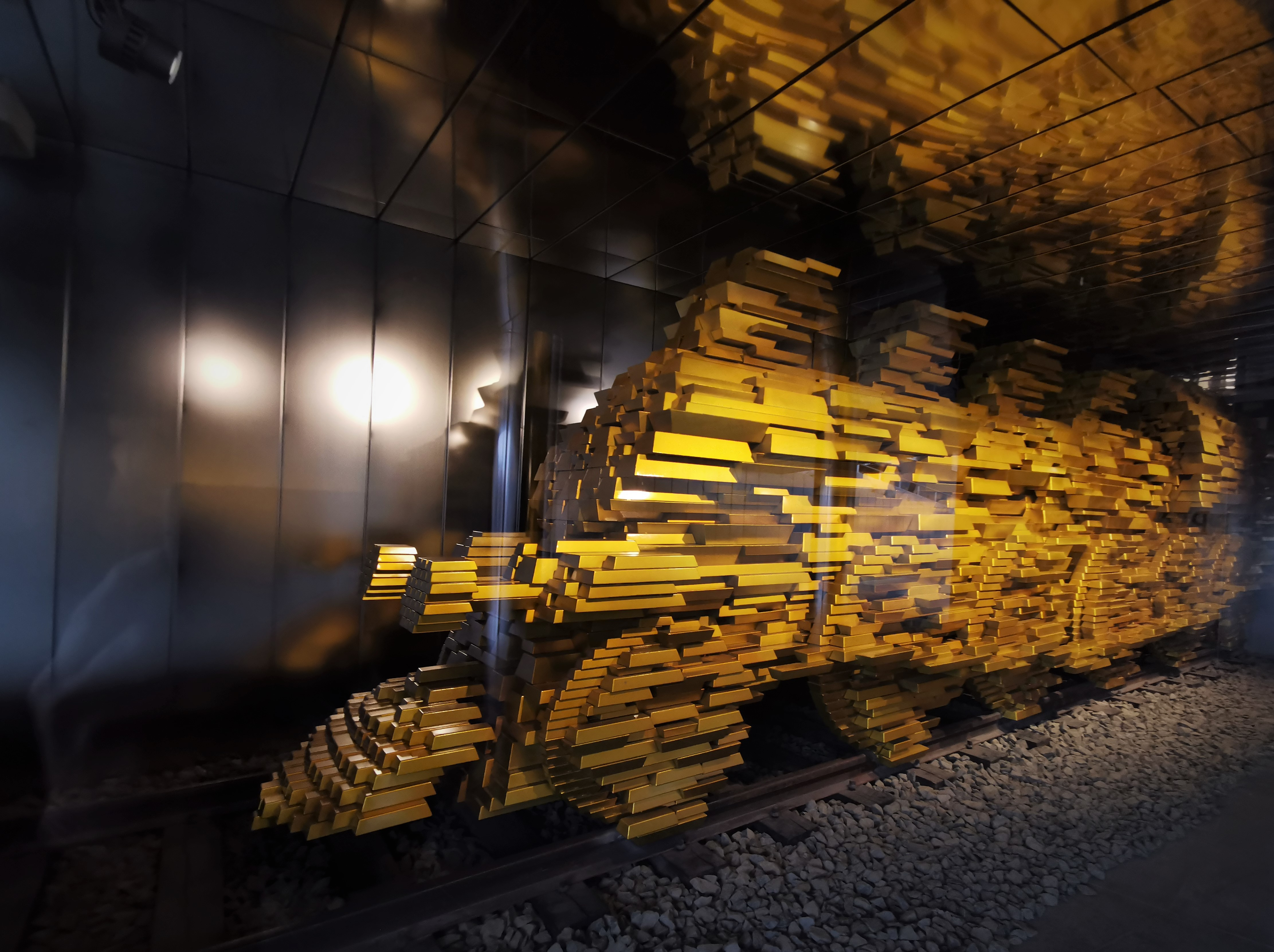
Statue du train d'or de Gábor Miklós Szőke.

Un autre récit veut qu'un train visait à mettre à l'abri les 30 tonnes de réserves d'or de la Banque nationale hongroise (« l'or de la nation ») alors que l'armée soviétique s'approchait des frontières hongroises. Le train est parti en décembre 1944 du bunker de Veszprém, a transité un mois à Fertőboz, pour arriver le 25 janvier 1945 à Hôpital am Pyhrn où le trésor a été déposé dans la crypte d'un monastère bénédictin. Les forces américaines arrivent dans cette ville le 7 mai 1945 et déplacent le trésor dans les sous-sols de la banque centrale allemande à Francfort-sur-le-Main. 